# Cherax nucifraga
Cherax nucifraga е вид десетоного от семейство Parastacidae.

## Разпространение и местообитание
Видът е разпространен в Австралия.
Обитава сладководни басейни и морета.